# Osmos
Osmos — двухмерная компьютерная игра в жанре головоломки, разработанная компанией Hemisphere Games, и распространяющаяся через сервисы цифровой дистрибуции. Игра также относится к инди-играм. Игра была выпущена под платформы Microsoft Windows, Linux и Mac OS X 18 августа 2009 года, также игра была выпущена для мобильных платформ iOS и Android. Стоимость загрузки игры через интернет составляет 10 долларов или 6.99 фунтов. Целью игры является продвижение игрока в роли одноклеточного организма по ряду игровых уровней и выполнение определённых условий для победы в каждом из них. В общем случае победа достигается при увеличении «организма» игрока до заданных размеров.

## Геймплей
Основой геймплея игры является поглощение других организмов собственным. Организмы представлены в игре в виде сфер различного размера. Поглощение осуществляется путём столкновения сферы игрока с меньшими сферами. Столкновение с бо́льшими организмами ведёт к поглощению части сферы игрока, а впоследствии — к поражению. Перемещение игрока осуществляется по принципу реактивного движения, путём выброса собственной массы в сторону, противоположную желаемому направлению движения. Таким образом, перемещение влечёт за собой потерю массы и уменьшение сферы игрока. Также игрок имеет возможность ускорять или замедлять время в игре.
В игре присутствует система достижений. Выполняя определенные цели на уровнях, игрок открывает достижения.
Кампания в игре разделена на три основные части, каждая из которых разделена на отдельные уровни. Любые части кампании можно проходить независимо от других.

### Погружение
Целью большинства уровней этой части игры является достижение наибольшего размера. Уровни начинаются с того, что сфера игрока окружена другими, гораздо большими, сферами. Эти сферы, в зависимости от типа уровня могут быть как неподвижны, так и иметь определённую начальную скорость. В первом случае игроку необходимо, используя свой «реактивный двигатель», приводить в движение враждебные сферы таким образом, чтобы при взаимном их поглощении успевать «перехватывать» уменьшающиеся сферы, наращивая таким образом свою собственную массу. Во втором случае от игрока требуется быстрая реакция и умение маневрировать между движущимися сферами с той же самой целью.

На этом скриншоте показан один из уровней игры из части «погружение». В центре находится сфера игрока, окруженная другими сферами. Зеленые сферы являются антисферами, а красные — обычными. Сферы синего цвета меньше игрока, то есть он может их поглотить.

Кроме того, помимо обычных сфер, на этих уровнях может присутствовать так называемая «антиматерия». Она представляет собой те же сферы, только с другими свойствами — при столкновении обычной сферы (красной) и антисферы (зелёной) происходит плавный процесс взаимного уничтожения (в отличие от реальной жизни, где в этом случае случился бы взрыв, в osmos ничего такого не происходит). Между собой антисферы реагируют так же, как и обычные сферы — большая поглощает меньшую. В уровнях, где присутствуют антисферы, игрок должен использовать эту их особенность, чтобы расчищать себе путь.

### Поглощение силы
Целью большинства уровней этой части также является достижение определенных размеров сферы игрока. Особенностью этих уровней является наличие гравитационных сил. Игрок вращается вместе с другими сферами по орбите вокруг одного (или нескольких) «притягателей». Изменяя свою орбиту, игрок должен поглощать другие сферы, пока не достигнет определенного размера, либо (в зависимости от условий победы) не поглотит притягателя. Граница таких уровней в большинстве случаев представляет собой окружность, при прикосновении к которой любые сферы (в том числе сфера игрока) уничтожаются. Наиболее сложными для прохождения на этом этапе являются уровни, в которых игрок движется по орбитам, представляющим собой циклоидальную кривую вокруг системы из нескольких притягателей.

### Искусственная жизнь
Особенностью уровней в этой части кампании является наличие на карте организмов, обладающих теми же свойствами, что и сфера игрока — они могут выстреливать часть своей массы для продвижения, поглощать меньшие сферы, убегать, если им грозит опасность поглощения. На одном уровне может присутствовать как один, так и несколько таких организмов. Победа достигается либо достижением максимального размера, либо поглощением определённых организмов.
| Системные требования   | Системные требования                              | Системные требования                              |
| ---------------------- | ------------------------------------------------- | ------------------------------------------------- |
|                        | Рекомендации                                      |                                                   |
| Персональный компьютер |                                                   |                                                   |
| ОС                     | Windows (XP, Vista, или Windows 7), Linux, Mac OS | Windows (XP, Vista, или Windows 7), Linux, Mac OS |
| ЦПУ                    | 1 GHz                                             | 1 GHz                                             |
| Объём ОЗУ              | 512 MB                                            | 512 MB                                            |
| Место на диске         | 33 MB                                             | 33 MB                                             |
| Видеокарта             | графическая карта с поддержкой OpenGL             | графическая карта с поддержкой OpenGL             |
| Устройства ввода       | клавиатура, мышь                                  | клавиатура, мышь                                  |

## Саундтрек
В игре используются композиции нескольких музыкальных групп и композиторов — Loscil, Gas/High Skies, Julien Neto, Biosphere. Вся музыка исполнена в стиле эмбиент и электро.
1 марта 2010 года саундтрек игры стал доступным для свободного скачивания через интернет. Длительность саундтрека составляет 50 минут.

## Отзывы и награды
| Сводный рейтинг | Сводный рейтинг |
| Агрегатор       | Оценка          |
| --------------- | --------------- |
| GameRankings    | 79,56 %         |

- Independent Games Festival: Winner
- IGN: Editors’ Choise
- The PAX 10 Selection
- Video Game Awards 2010: Best Indie Game
- Indiecade: Fun & Best in Show
- Игра заняла второе место в номинации «Инди года» (2009) журнала Игромания.[5]

## Продажи
Летом 2018 года, благодаря уязвимости в защите Steam Web API, стало известно, что точное количество пользователей сервиса Steam, которые играли в игру хотя бы один раз, составляет 413 551 человек.